# 薩烏德 (巴伊亞州)

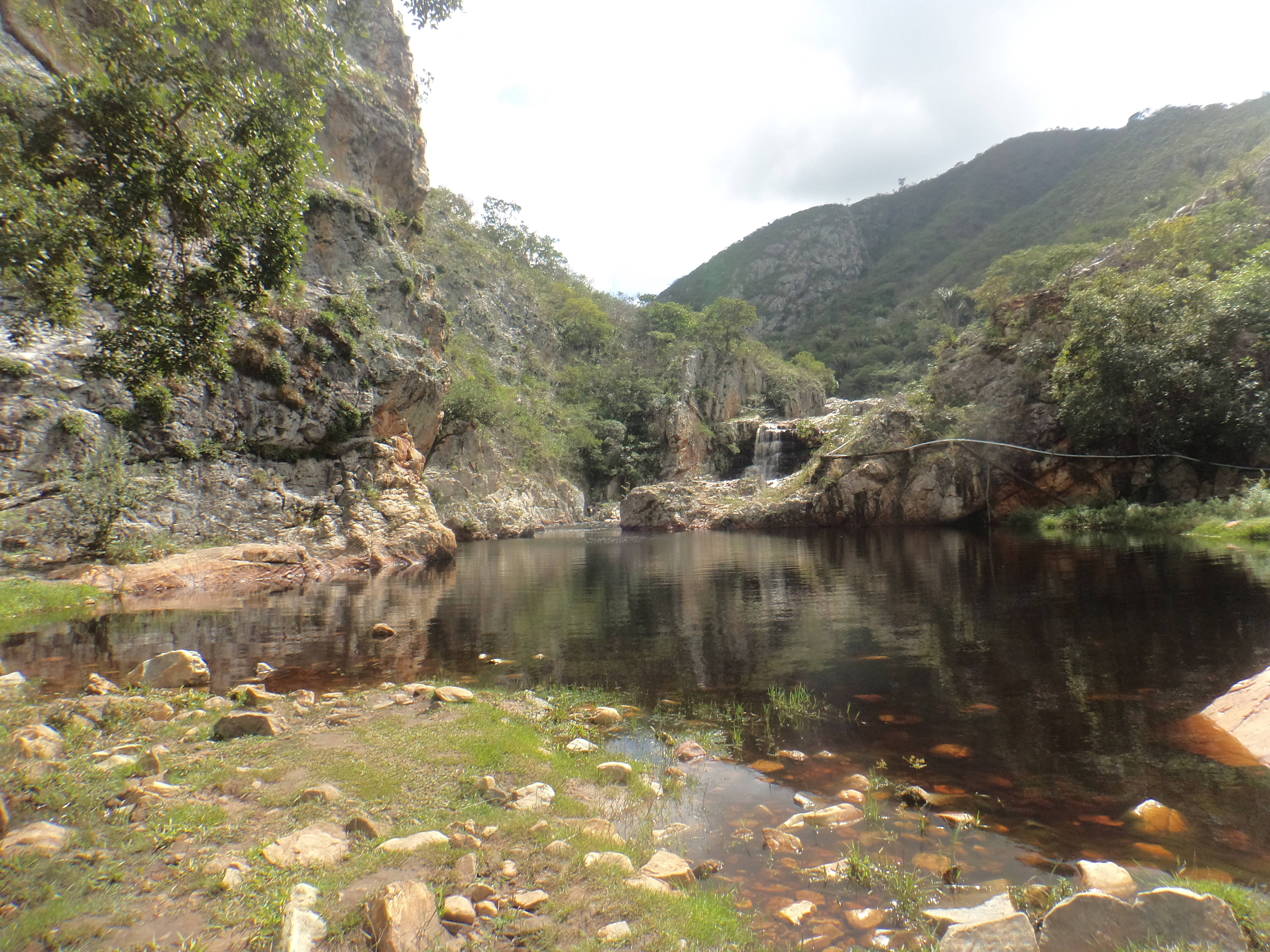
薩烏德

薩烏德（葡萄牙語：Saúde）是巴西的城鎮，位於該國東北部，由巴伊亞州負責管轄，距離首府薩爾瓦多353公里，面積499平方公里，海拔高度542米，2010年人口11,847，人口密度每平方公里23.71人。